# Candidate Experience
Candidate Experience – pojęcie związane z budowaniem marki pracodawcy odnoszące się do doświadczeń i wrażeń kandydata z całego procesu rekrutacyjnego. Dla kandydatów na dane stanowisko oznacza to, że firmy są zainteresowane ich opinią na temat stosowanych w firmie metod rekrutacji. Ocena taka może dotyczyć wszystkich sytuacji, w jakich osoba poszukująca pracy ma styczność z wybraną firmą.

## Ocena candidate experience w firmie
Przykładowo, ocena candidate experience może dotyczyć tego, w jaki sposób osoba kandydująca na dane stanowisko znalazła ofertę pracy: czy stało się to poprzez przeglądanie strony internetowej firmy, czytanie ofert pracy w prasie lub serwisach ogłoszeniowych, wirtualny kontakt z rekruterem, na przykład przez serwis Goldenline lub udział w targach pracy. W dalszej kolejności odnosić się może do podjęcia decyzji o udziale w procesie rekrutacji i wysłanie swojego CV – niezależnie od tego, czy sygnałem motywującym do podjęcia decyzji o kandydowaniu była własna inicjatywa kandydata, czy stało się to na skutek zaproszenia ze strony head huntera, czy zgłoszenie jest odpowiedzią na konkretną ofertę pracy lub wynika z chęci załączenia CV w bazie na wypadek pojawienia się ciekawej propozycji ze strony firmy. Kolejne etapy oceny odnoszą się do rozmowy rekrutacyjnej oraz procesu wdrożenia przyjętego kandydata już jako pracownika firmy.
Nastawienie na ocenę wrażeń kandydatów z przeprowadzonego procesu rekrutacyjnego w firmie jest ważne z dwóch powodów. Po pierwsze, czynnik ten wpływa na percepcję firmy jako pracodawcy. Według badań firmy analitycznej, Mystery Applicant, mierzącej nastawienie kandydatów do pracodawców, jedynie 26% respondentów odpowiedziało, iż ich odczucia co do danego pracodawcy były lepsze po przejściu procesu rekrutacyjnego i aż 43% respondentów miało gorsze odczucia co do organizacji, w której zamierzali podjąć pracę. A w przypadku poszukiwania wybitniejszych talentów w konkurencyjnym środowisku pracy jest to ważna informacja dla rekruterów, którzy powinni tak konstruować ścieżkę rekrutacyjną, aby to z reprezentowaną przez nich organizacją kandydaci chcieli się związać ze względu na pozytywne odczucia dotyczące przebiegu procesu rekrutacji.
Drugim powodem, dla którego candidate experience jest ważnym czynnikiem przy tworzeniu procesu rekrutacji, jest jego wpływ na markę firmy. Według firmy Mystery Applicant aż 67% respondentów wskazało, iż ich związek z marką danej firmy uległ zmianie po przejściu ścieżki rekrutacyjnej. Informacja ta jest nie tylko ważna z perspektywy budowania marki pracodawcy firmy, ale także ze względu na komercyjny aspekt budowania marki firmy. W przypadku błędnie skonstruowanego procesu rekrutacyjnego firma może zmniejszyć swoje udziały w rynku. Jak wskazują wyniki badań firmy Mystery Applicant, 62% respondentów dobre odczucia co do procesu rekrutacji łączy z możliwością zakupu produktów lub usług danej firmy.
Niska jakość czynnika candidate experience w większości organizacji jest efektem braku właściwych osób lub działów, które miały by pełną kontrolę nad procesem rekrutacyjnym. Zazwyczaj zespół odpowiedzialny za przeprowadzenie rekrutacji w firmie nie ma też wpływu na technikę przeprowadzania procesu rekrutacji, z którą bezpośrednio stykają się kandydaci lub też menedżerowie liniowi, którzy przeprowadzają rozmowy kwalifikacyjne w trakcie procesu rekrutacyjnego.

## Workflow w służbie Candidate Experience
Według badania przeprowadzonego przez Qualigence International 86% kandydatów nigdy nie otrzymało wiadomości potwierdzających od rekruterów, 83% kandydatów nigdy nie otrzymało zawiadomienia, gdy pozycja została już zapełniona oraz 58% pracodawców twierdzi, iż nigdy nie komunikowali jak długo może trwać proces rekrutacji.
Remedium na tego rodzaju problemy może okazać się zastosowanie narzędzi workflow (przepływu pracy) w procesie rekrutacji. Przykładem tego rodzaju narzędzia jest JazzHR. Pomaga ono stworzyć silną komunikację z kandydatami poprzez budowanie kompletnych przepływów informacji w procesie rekrutacji. Narzędzie dostarczane przez JazzHR pomaga rekruterom w tworzeniu kamieni milowych procesu rekrutacji. Jasno zdefiniowany proces rekrutacji pomaga zespołom rekrutującym sformułować ogólne ramy czasowe zatrudnienia pracowników.
W ramach usługi JazzHR przepływy pracy można łączyć ze zautomatyzowanymi zadaniami i wiadomościami e-mail, a te „wspomagacze” przepływu pracy można dołączyć do etapów rekrutacyjnych w celu zautomatyzowania takich działań, jak:
- Zapewnienie standardowego przewodnika w trakcie wywiadu telefonicznego w początkowym etapie rekrutacji.
- Przypisanie zadania koordynatorowi rekrutacji w celu sprawdzenia referencji.
- Wysyłanie automatycznych wiadomości e-mail, aby poinformować mniej preferowanego kandydata, że jego aplikacja nie będzie rozpatrzona.

Działania oferowane przez JazzHR mogą pomóc w polepszeniu doświadczeń kandydatów w trakcie procesu rekrutacji, jednocześnie przyspieszając proces rekrutacji oraz eliminując żmudne czynności w trakcie całego procesu. Sprawny work flow może wzbudzić zaufanie wśród kandydatów, którzy nie zostali zatrudnieni w trakcie danej rekrutacji przez co będą oni skłonni aplikować następnym razem zwiększając tym samym pulę talentów będących w zasięgu organizacji oraz wpływając pozytywnie na markę pracodawcy danej firmy.